# Chiappa-Halbinsel

Chiappa-Leuchtturm

Die Chiappa-Halbinsel liegt nahe der Stadt Porto-Vecchio im Süden Korsikas. Sie schirmt den inneren Golf von Porto-Vecchio nach Süden und Osten ab. Die D 859 führt als Ringstraße durch die Halbinsel, deren nördlichster Punkt der Leuchtturm des Pointe de la Chiappa darstellt. Der Leuchtturm wurde 1845 in Dienst gestellt. Er ist 16 m hoch und steht 64 m über den Meeresspiegel. Sein Licht strahlt nur 23 sm (43 km) weit. Von hier hat man eine Aussicht auf den Golf von Porto-Vecchio mit seinem gebirgigen Hinterland bis zur nördlich gelegenen Bucht von Stagnolo, dem kleinen Golfo di Sogno und die Landzunge vom Badeort San Ciprianu. Ansonsten wird das Gebiet um den Leuchtturm durch eine Nudisten-Anlage im Club-Stil mit Bungalows und Camping.

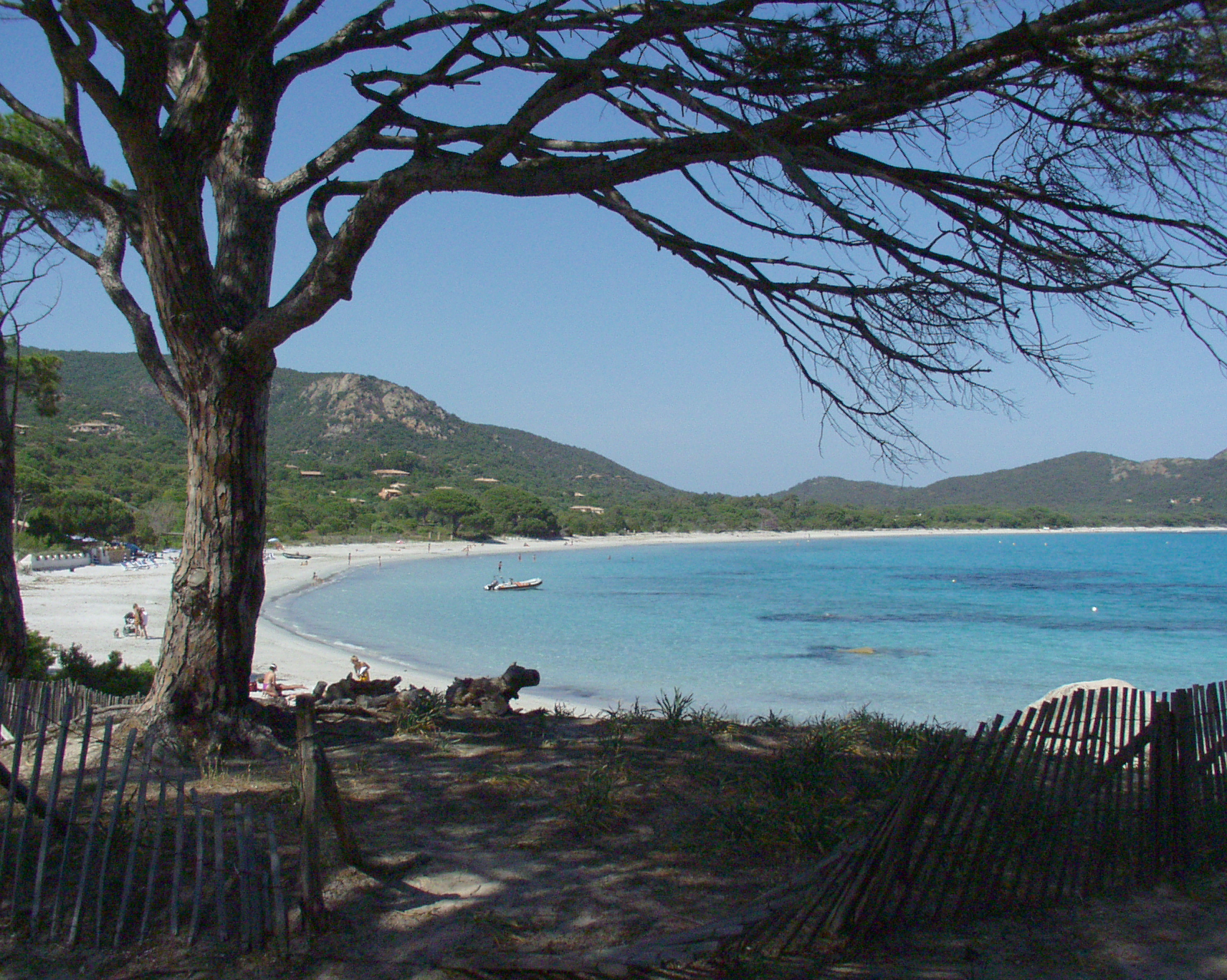
Strand von Palombaggia / Tamaricciu

Der bekannteste Badeplatz ist der Strand von Palombaggia, einer öffentlichen Badebucht auf der Chiappa-Halbinsel. Die Bucht von 2 km Länge wird von einem Pinienwäldchen umfasst, die die Dünen beschatten. Roten Felsen rahmen das ultramarinblau, türkisfarbene, klare Wasser ein und geben den Blick frei auf die vorgelagerten Iles Cerbicale. Auf den von Riffen umgebenen Felsinseln nisten Tausende von Krähenvögeln. Die gesamte Inselgruppe steht unter Naturschutz. Der Strand ist ein Hauptmotiv für Fotos über Korsika.
Auch am südlicher gelegenen Plage de Santa Giulia findet sich ein weißer Sandstrand mit kristallklarem, blau und türkisschimmernden Wasser.
Den Abschluss der Badebuchten bildet die fast kreisförmige Baie de Rondinara. Hier findet man einen der Stützpunkte des Wassersportzentrums.